# Молочное (Раздольненский район)
Моло́чное  (до 1948 года нас. пункт фермы № 1 совхоза Мона́й; укр. Молочне, крымскотат. Yañı Manay, Янъы Манай) — село в Раздольненском районе Республики Крым, входит в состав Ковыльновского сельского поселения (согласно административно-территориальному делению Украины — Ковыльновского сельского совета Автономной Республики Крым)

## Население
| 2001 | 2014 |
| ---- | ---- |
| 75   | ↘36  |

Всеукраинская перепись 2001 года показала следующее распределение по носителям языка
| Язык             | Процент |
| ---------------- | ------- |
| русский          | 84      |
| крымскотатарский | 8       |
| украинский       | 8       |

### Динамика численности
- 1926 год — 108 чел.[10]
- 1989 год — 96 чел.[11]
- 2001 год — 75 чел.[12]
- 2009 год — 72 чел.[13]
- 2014 год — 36 чел.[14]

## Современное состояние
На 2016 год в Молочном числится 5 улиц; на 2009 год, по данным сельсовета, село занимало площадь 20 гектаров, на которой в 27 дворах проживало 72 человека. Молочное связано автобусным сообщением с райцентром и соседними населёнными пунктами.

## География
Молочное — маленькое село в центре района в степном Крыму, высота центра села над уровнем моря — 32 м. Ближайшие населённые пункты — Кукушкино в 4,5 км на запад, Волочаевка в 3,5 км на юг и Сенокосное в 4,5 км на восток. Расстояние до райцентра — 7 километров (по шоссе), ближайшая железнодорожная станция — Красноперекопск (на линии Джанкой — Армянск) — примерно 49 километров. Транспортное сообщение осуществляется по региональным автодорогам 35К-012 Черноморское — Воинка и 35Н-425 Молочное — Ковыльное (по украинской классификации — Т-0107 и С-0-11105).

## История
Впервые в доступных источниках селение, как совхоз Монай (русский) в составе упразднённого к 1940 году Черкезского сельсовета Евпаторийского района, встречается в Списке населённых пунктов Крымской АССР по Всесоюзной переписи 17 декабря 1926 года, согласно которому в Монае числилось 38 дворов, из них 33 крестьянских, население составляло 108 человек, из них 83 русских, 14 немцев, 8 украинцев, 1 татарин, 2 записан в графе «прочие». Постановлением ВЦИК РСФСР от 30 октября 1930 года был создан Ишуньский район, уже как национальный (лишённый статуса национального постановлением Оргбюро ЦК КПСС от 20 февраля 1939 года) украинский и селение включили в его состав. После создания в 1935 году Ак-Шеихского района (переименованного в 1944 году в Раздольненский) селение включили в его состав. На двухкилометровой карте РККА 1942 года обозначено, как ферма № 1 совхоза Монай.
С 25 июня 1946 года Монай в составе Крымской области РСФСР. Указом Президиума Верховного Совета РСФСР от 18 мая 1948 года село, как населённый пункт фермы № 1 совхоза Монай, переименовали в Молочное. 26 апреля 1954 года Крымская область была передана из состава РСФСР в состав УССР. Время включения в Ковыльновский сельсовет пока не установлено: на 15 июня 1960 года село уже числилось в его составе. Указом Президиума Верховного Совета УССР «Об укрупнении сельских районов Крымской области», от 30 декабря 1962 года село присоединили к Черноморскому району. 1 января 1965 года, указом Президиума ВС УССР «О внесении изменений в административное районирование УССР — по Крымской области», вновь включили в состав Раздольненского. По данным переписи 1989 года в селе проживало 96 человек. С 12 февраля 1991 года село в восстановленной Крымской АССР, 26 февраля 1992 года переименованной в Автономную Республику Крым. С 21 марта 2014 года в составе Крыма аннексировано Россией.